# Chile na Letnich Igrzyskach Olimpijskich 1992
Chile na XXV Letnich Igrzyskach Olimpijskich w Barcelonie reprezentowało 12 sportowców w 7 dyscyplinach. Był to 16. start Chilijczyków na letnich igrzyskach olimpijskich. Na tych zawodach żaden z reprezentantów Chile nie zdobył medalu.

## Reprezentanci
| Zawodnik               | Dyscyplina sportowa                | Konkurencja                  | Pozycja/ runda |
| ---------------------- | ---------------------------------- | ---------------------------- | -------------- |
| Jaime Ojeda            | Lekkoatletyka                      | Maraton                      | 62             |
| Tómas Riether          | Lekkoatletyka                      | Skok o tyczce                | Kwalifikacje   |
| Gert Weil              | Lekkoatletyka                      | Pchnięcie kulą               | Kwalifikacje   |
| Ricardo Araneda        | Boks                               | Waga średnia                 | 9              |
| Miguel Droguett        | Kolarstwo torowe Kolarstwo szosowe | Wyścig punktowy Indywidualny | 15 DNF         |
| Marissa Maurin         | Żeglarstwo                         | Klasa Europa                 | 24             |
| Carlos Abarza          | Strzelectwo                        | Mieszany Skeet               | 42             |
| Alfonso de Iruarrízaga | Strzelectwo                        | Mieszany Skeet               | 42             |
| Augusto Morales        | Tenis stołowy                      | Singiel Debel                | 49 25          |
| Marcos Núñez           | Tenis stołowy                      | Singiel Debel                | 49 25          |
| Sofija Tepes           | Tenis stołowy                      | Singiel                      | 49             |
| Paulina Sepúlveda      | Tenis ziemny                       | Singiel                      | 33             |